# Karl von Reichenbach
Freiherr Carl (Karl) Ludwig von Reichenbach (n. 12 februarie 1788, Stuttgart, Ducatul de Württemberg – d. 19 ianuarie 1869, Leipzig, Confederația Germană de Nord) a fost un chimist, geolog, naturalist și filozof german, membru al Academiei Regale Prusace de Științe. A introdus conceptul de forță odică în anul 1845. A extras din gudron produși importanți din punct de vedere economic, precum parafina, creozotul și fenolul. A activat și în domeniul metalurgiei. Abrevierea numelui său în cărți științifice este C.Rchb..

## Legături externe
- de Karl von Reichenbach und Od. Paranormal Site
- de Karl Ludwig von Reichenbach Arhivat în 19 septembrie 2016, la Wayback Machine.. Stadt Stuttgart
- en Researches on Magnetism, Electricity, Heat and Light in their relations to Vital Forces. Cornell University. or here
- en Luminous World Arhivat în 9 februarie 2013, la Wayback Machine.. Article by Gerry Vassilatos